# 奥尔堡机场站
奥尔堡机场站（丹麥語：Aalborg Lufthavn Station）是奥尔堡机场配套的火车站，是连接丹麦奥尔堡市区和奥尔堡机场的奥尔堡机场铁路的终点站。2020年12月13日和奥尔堡机场铁路一同启用。车站建设共花费2.76亿丹麦克朗。

## 背景
车站可行性研究工作于2017年开始，随后于2018年进行设计及征地工作。2019年2月正式开工，2020年12月13日和奥尔堡机场铁路一同启用。

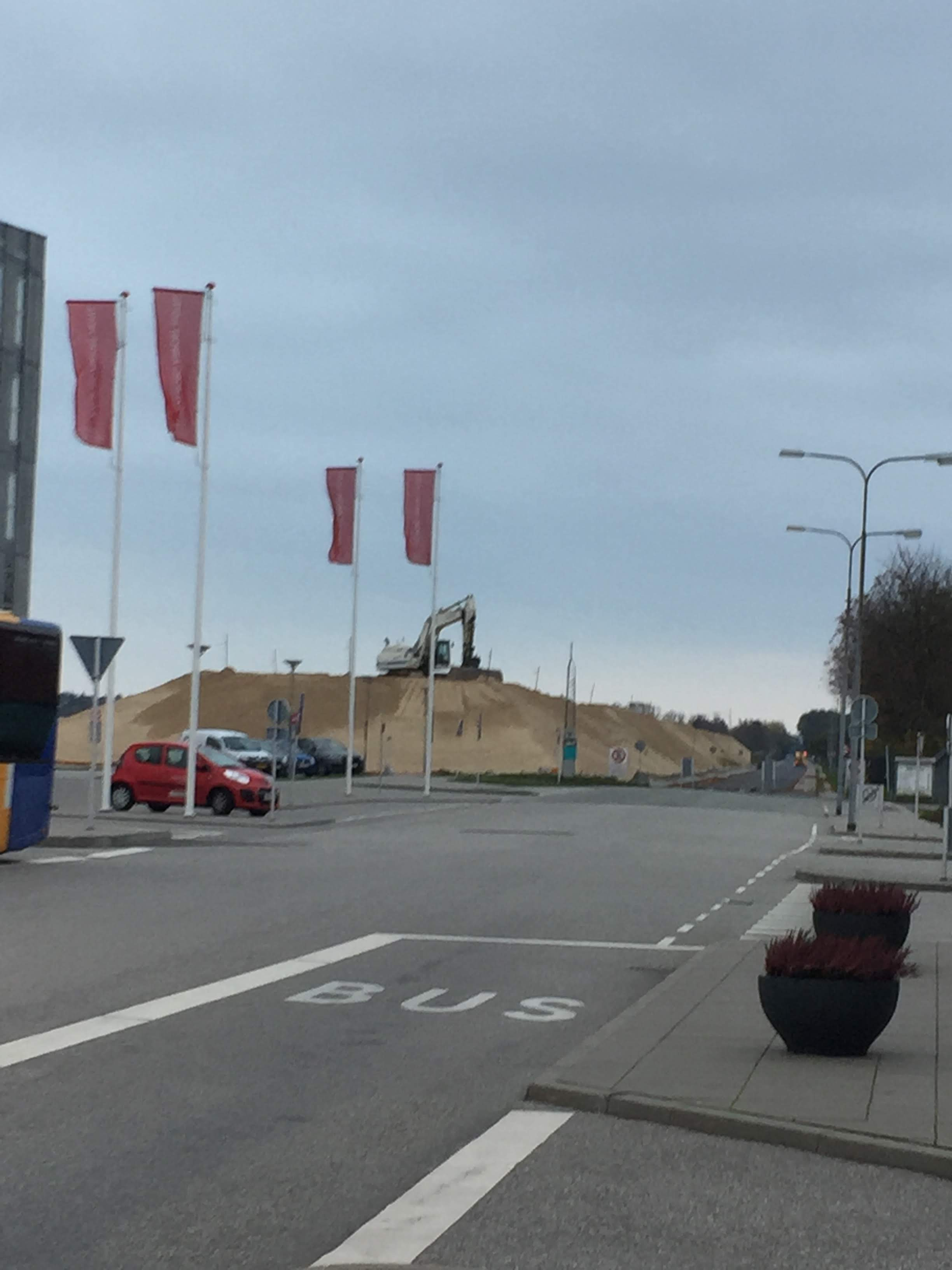
2018年10月拍摄的奥尔堡机场站所在位置的照片，此时的奥尔堡机场站尚未建成

## 外部連結
- 维基共享资源上的相關多媒體資源：奥尔堡机场站
- 丹麦国家铁路官网对奥尔堡机场站的介绍 （页面存档备份，存于）（丹麦语）